# بنژامن فوندان
بنژامن فوندان (به فرانسوی: Benjamin Fondane) فیلسوف، شاعر، مقاله‌نویس، نمایش‌نامه‌نویس و فیلم‌ساز فرانسوی در سدهٔ بیستم بود.